# أوقست بلانش
أوقست بلانش (بالسويدية: August Blanche)‏ هو صحفي وكاتب وسياسي سويدي، ولد في 17 سبتمبر 1811 في ستوكهولم في السويد، وتوفي بنفس المكان في 30 نوفمبر 1868 بسبب نوبة قلبية. حزبياً، نشط في Lantmanna Party ‏ و. وقد انتخب عضو البرلمان السويدي ‏.

## روابط خارجية
- أوقست بلانش على موقع ديسكوغز (الإنجليزية)